# Sumner, Quận Jefferson, Wisconsin
Sumner là một thị trấn thuộc quận Jefferson, tiểu bang Wisconsin, Hoa Kỳ. Năm 2010, dân số của thị trấn này là 813 người.